# فارس بني حمدان (فلم)
فارس بني حمدان هو فيلم تاريخي عن أبو فراس الحمداني وابن عمه سيف الدولة الحمداني.

## قصة الفيلم
أبو فراس الحمدانى، شاعر عربى شهير من أمراء الدولة الحمدانية، كما أنه معروف بفروسيته وشجاعته، يعيش بين بلاط الأمير سيف الدولة، ويحبه الناس في كل مكان، يقع في حب نجلاء الخالدية إحدى الفتيات الجميلات في قصر الأمير، مما يجعل الغيرة تشب في قلب قائد الجيش الذي ينافس فراس على حب نجلاء، يقرر الأمير أن يعين أبو فراس واليًا على أن يتولى منصب حاكم مدينة منبج مما يولد الكراهية ضده من قرعوية قائد جيوش الحمدانيين. يقع أبو فراس في الأسر ويتعرض للعذاب من الأمبراطورة تيفانون، ويصمد إلى أن يعرف أن قرعويه أعد مؤامرة لحساب الروم للقضاء على الدولة الحمدانية، فيقوم بمغامرة جنونية للهرب، وينجح في إنقاذ سيف الدولة من القتل، ويقود العرب لطرد الروم، ويقابل حبيبته نجلاء، ويرفع رايات النصر.

## بطولة
| - فريد شوقي:أبو فراس الحمداني - سعاد حسني: نجلاء - عماد حمدي:سيف الدولة الحمداني - محمود مرسي:قلعوية - ليلى فوزي:أمبراطورة الروم | - نادية الجندي:صوفيا - عزيزة حلمي:والدة أبو فراس - ملك الجمل:سلمى خادمة نجلاء - شوشو عز الدين:الراقصة - عادل أدهم:أمبراطور الروم | - عمر ذو الفقار: أسامة خادم أبو فراس - فوزية إبراهيم - كنعان وصفي: قائد روماني - باهر السيد - مصطفى الشريف | - أحمد خميس: أبو الطيب المتنبي - شمس البارودي:مغنية - نعمت مختار:فاطمة أخت نجلاء - حسن حامد - ضياء السويفي |

### فريق العمل
| - على الجارم:مؤلف - عبد الحى أديب:سيناريو - محمد أبو يوسف:سيناريو وحوار - قصيدة: أراك عصي الدمع - شعر: أبو فراس الحمداني - تلحين: رياض السنباطي - غناء:أم كلثوم - ماهر عبد النور:منفذ المناظر | - رؤوف عبد المجيد:مصمم الملابس - أمنس الياس- عبد الوهاب علي: تنفيذ ملابس - كريكور:مهندس الصوت - البير رياض:مصور - أحمد جلال مصطفى:مونتير - كمال فهمى:نيجاتيف - عبد الله ياقوت: مساعد مصور - مصطفى السيد:مشرف الإضاءة | - شريف حمودة: مساعد مخرج - محمد الهواري:مساعد مخرج ثاني - عبد العزيز فخري: المكتب الرسمي والجوازات - جلال عبد الحميد: مسجل الصوت - محمد سليمان:مساعد الصوت - محمد الزرقا: مركب الفيلم - سيد محمد:ماكيير - محمد بكر:مصور فوتوغرافيا | - جابى كيراز:مهندس المناظر وإكسسوا - محمد العيسوى: مساعد إنتاج - عبد المسيح: مدير الإنتاج - ستوديو نحاس: التصوير والطبع والتحميض - وحيد فريد:مصور - حلمي رفلة:منتج - نيازي مصطفى:مخرج |

## روابط خارجية
- مقالات تستعمل روابط فنية بلا صلة مع ويكي بيانات